# Sphragidelmis bothrideres
Sphragidelmis bothrideres is een keversoort uit de familie beekkevers (Elmidae). De wetenschappelijke naam van de soort werd in 1902 gepubliceerd door Léon Marc Herminie Fairmaire.